# 加勒斯巴赫河
49°05′20.92″N 11°4′8.61″E / 49.0891444°N 11.0690583°E
加勒斯巴赫河是德國的河流，位於該國東南部，由巴伐利亞負責管轄，屬於費爾希巴赫河的支流，河道全長2.4公里，河畔城鎮有埃滕施塔特。